# Cantone di Nabón
Il cantone di Nabón è un cantone dell'Ecuador che si trova nella provincia di Azuay.
Il capoluogo del cantone è Nabón.